# Felice Mueller
Felice Mueller (* 15. Oktober 1989 in White Plains, Vereinigte Staaten) ist eine US-amerikanische Ruderin.  
Mueller begann 2005 an der High School mit dem Rudersport. Bei den Junioren-Weltmeisterschaften 2007 gewann sie die Bronzemedaille mit dem Achter. Drei Jahre später bei den U23-Weltmeisterschaften 2010 gewann sie mit Ashley Kroll den Titel im Zweier ohne Steuerfrau. 2011 siegte Mueller bei den U23-Weltmeisterschaften zusammen mit Grace Luczak im Zweier ohne Steuerfrau, mit dem Achter gewannen beide die Bronzemedaille.
Bei den Weltmeisterschaften 2013 in Chungju gelang Felice Mueller der erste große Erfolg in der Erwachsenenklasse, als der US-Vierer ohne Steuerfrau mit Emily Huelskamp, Olivia Coffey, Tessa Gobbo und Felice Mueller als Schlagfrau den Titel gewann. 2014 wechselten Coffey und Mueller in den Doppelvierer, der in der Besetzung Grace Latz, Tracy Eisser, Olivia Coffey und Felice Mueller die Bronzemedaille bei den Weltmeisterschaften 2014 in Amsterdam erkämpfte. 2015 trat Mueller mit Elle Logan im Zweier ohne Steuerfrau an, die beiden erhielten bei den Weltmeisterschaften 2015 auf dem Lac d’Aiguebelette die Bronzemedaille. 2016 trat Felice Mueller wieder mit Grace Luczak im Zweier ohne Steuerfrau an und belegte den vierten Platz bei den Olympischen Spielen 2016.
2017 trat Mueller im Einer an und belegte den siebten Platz bei den Weltmeisterschaften in Sarasota. Ein Jahr später ruderte sie im US-Achter, mit dem sie den Titel bei den Weltmeisterschaften 2018 gewann. 2019 belegte der Achter aus den Vereinigten Staaten den dritten Platz bei den Weltmeisterschaften in Linz hinter den Booten aus Neuseeland und aus Australien.